# Hornera smitti
Hornera smitti är en mossdjursart som beskrevs av John Borg 1944. Hornera smitti ingår i släktet Hornera och familjen Horneridae. Inga underarter finns listade i Catalogue of Life.